# Leucadendron macowanii
Leucadendron macowanii är en tvåhjärtbladig växtart som beskrevs av Henry Phillips. Leucadendron macowanii ingår i släktet Leucadendron och familjen Proteaceae. Inga underarter finns listade i Catalogue of Life.